# Philippe Boivin
Philippe Boivin est un compositeur français contemporain, né en 1954 à Metz.

## Biographie
Philippe Boivin naît en 1954 à Metz. Il suit des études de musicologie à la Sorbonne et remporte en 1976 son Certificat d'aptitude au professorat de l'enseignement du second degré (CAPES). Entre 1977 et 1979, Philippe Boivin étudie l'écriture et l'harmonie au Conservatoire national supérieur de musique et de danse de Paris avec Alain Bernaud puis la composition à l'École normale de musique de Paris avec Max Deutsch,. Inscrit à l'Université de Vincennes en 1979, il se forme aux nouvelles technologies, notamment avec Iannis Xenakis.
L'année suivante, il suit une formation sur la composition musicale assistée par ordinateur à l'Ircam. Il part ensuite en Californie au Center for Music Experiment de l'Université de Californie à San Diego. De 1985 à 1988, il est producteur régulier à Radio France. Depuis 1990, Philippe Boivin se partage entre la composition musicale et des activités pédagogiques, participant régulièrement à des séminaires et donnant des conférences. Il poursuit ses activités à la direction du Conservatoire de musique et de danse d'Ivry-sur-Seine, et depuis 2008 au Centre de formation des musiciens intervenants de l'Université de Provence.

## Prix et distinctions
Il reçoit en 1985 le prix SACEM de la meilleure œuvre pédagogique, en 1988 le prix de composition Georges Enesco et en 2002 le prix de composition Pierre et Germaine Labole,. Son oratorio Météoriques obtient en 2018 le prix d'enseignement musical par la chambre française des éditeurs de musique.

## Publication
- Philippe Boivin, Le compositeur à l'école, dans : François Jean-Charles (dir.), L'avenir de l'enseignement spécialisé de la musique : actes des rencontres préparatoires aux journées d'études des 17, 18 et 19 avril 2000, Lyon : Cefedem : CNSM, 2000, p. 91-106. (Enseigner la musique, n° 4).

## Œuvres
Sauf mention contraire, les partitions de Philippe Boivin sont éditées par Salabert ; Billaudot.
- Comme sur des roulettes, conte musical, 1978.
- Monopoly pour 1 ou 2 saxophones, 1980.
- Septuor en trio pour 3 clarinettes, trio à cordes, contrebasse, 1980.
- TéléCom j’éCout’  pour zarb et un instrument à anche, 1983.
- La sangsue pour 12 instrumentistes, 1981.
- Chalumeau pour clarinette, 1982.
- Photo de classe pour 12 clarinettes, 1982[2].
- Zab ou la passion selon Saint-Nectaire pour contrebasse, 1983[2].
- Ouverture pour orchestre d’harmonie, 1983[2].
- Domino I pour piano, 1986.
- Concerto pour alto et orchestre, 1986.
- Concerto pour alto et orchestre de chambre, 1987.
- Domino II pour violoncelle, 1987.
- Big bug pour 6 percussionnistes, 1989[2].
- Cadence pour alto
- Chaconne pour 4 timbales et 2 synthétiseurs, 1989[2].
- Aulos pour hautbois, 1990.
- Cinq algorithmes pour les Évangiles des grenouilles pour contrebasse, 1990.
- Domino III pour timbales, 1990[2].
- Trois petites lectures pour hautbois, 1990.
- Deux esquisses pour violon ou alto, 1992.
- Domino IV pour quatuor à cordes, '1993.
- Concerto pour cuivres et percussions, 1993.
- Domino V pour vibraphone, 1995.
- L'homme dans le désert pour soprano et piano, 1996
- Vue sur la mer, fragments pour un opéra de chambre pour soprano, clarinette, violoncelle et 2 pianos, 1998.
- Six algorithmes pour orchestre, 1999.
- Star burst pour flûte à bec, flûte en sol, bugle, cor anglais et clarinette basse, 2004.
- Ce soir on improvise… pour violon, violoncelle et accordéon, 2005
- Tri Bhuwana pour 12 voix mixtes et gamelan balinais, 2013
- Revenantes pour 6 voix de femmes, violoncelle et petit chœur, 2014
- Tres Recercadas pour violoncelle, contrebasse et accordéon (d'après Diego Ortiz), 2014
- Météoriques, oratorio pour chœur d'enfants, orchestre, électroacoustique et marionnettes, 2018
- Six Songs pour chœur d'enfants et orchestre à plectre, 2019[4]